# Сикоза, Виктор Александрович
Ви́ктор Алекса́ндрович Сико́за (укр. Віктор Олександрович Сікоза; 28 апреля 1986, Белозёрка) — украинский военнослужащий, полковник, участник российско-украинской войны. Герой Украины (2023).

## Биография
В 2008 году окончил Одесский институт Сухопутных войск по специальности «Управление действиями подразделений механизированных войск».
Во время аннексии Крыма командовал 3-й горно-пехотной ротой 36-й бригады береговой обороны в Перевальном. После отказа командира бригады Сергея Стороженко выполнять приказы, Сикоза, оставаясь верным присяге, вывел свою роту на материковую часть Украины в Очаков.
Участвовал в боевых действиях на границе с Приднестровьем и в зоне АТО на Донбассе, в частности в районе Талаковки и Гнутово. В феврале 2015 года принимал участие в боях за Широкино, где его батальон удерживал позиции до лета 2017 года.
С 25 февраля принимал участие в отражении полномасштабного вторжения России. В апреле был назначен командиром 36-й отдельной бригады морской пехоты. Под его руководством бригада выполняла боевые задачи на Херсонском направлении, а затем перешла в оперативное подчинение командующего ОТУ «Донецк».
11 апреля передал командование бригадой, отметив, что передаёт её «в надёжные руки».

## Награды
- Звание «Герой Украины» с удостоением ордена «Золотая Звезда» (3 сентября 2023) — за личное мужество и героизм, проявленные в защите государственного суверенитета и территориальной целостности Украины, верность военной присяге[7].
- Орден Богдана Хмельницкого I степени (14 марта 2022) — за личное мужество и высокий профессионализм, проявленные в защите государственного суверенитета и территориальной целостности Украины, верность военной присяге[8].
- Орден Богдана Хмельницкого II степени (21 мая 2021) — за личное мужество и высокий профессионализм, проявленные в защите государственного суверенитета и территориальной целостности Украины, верность военной присяге<[9].
- Орден Богдана Хмельницкого III степени (22 августа 2016) — за личное мужество и высокий профессионализм, проявленные в защите государственного суверенитета и территориальной целостности Украины, верность военной присяге[10].